# Мухаммад Шах
Мухаммад Шах (*17 серпня 1702 —26 квітня 1748) — 12-й падишах з династії Великих Моголів у 1719–1748 роках.

## Життєпис
При народженні отримав ім'я Рошан Ахтар Бахадур. Був сином шах-заде Джахан-шаха, який брав участь в усіх інтригах після смерті Аурангзеба, зрештою у 1712 році був страчений Джахандар-шахом. З цього моменту до 1713 року знаходився у в'язниці. після звільнення займався переважно освітою. У 1719 році змінилося декілька падишахів. Зрештою впливові вазирі Хасан й Хусейн Сеїди на трон звели Рошан ахтара, який прийняв ім'я Мухаммад Шаха.
Новий падишах вирішив здихатися влади Сеїдів, в чому знайшов підтримку серед впливових аристократів та вйськовиків. Сеїди намагалися протипоставити падишахові іншого представника династії — Мухаммад Ібрагіма, проте марно. У 1720 році під час походу Мухаммад Шаха та Хусейна Сеїда проти Асаф Джаху (відомого під ім'ям Нізам-аль-Мульк), який начебто відокремився у Декані (по домовленості з Мухаммад Шахом), падишах наказав вбити Сеїда. Після цього Мухаммад Шах рушив на Делі, де у битві при Насанпурі розбив Хасана Сеїда, який потрапив у полон й був страчений. Слідом за цим падишах переміг й Мухаммада Ібрагіма. В знак вдячності призначив Асафа Джаху великим вазирем імперії.
На деякий час владу падишаха було відновлено у Декані. Втім у 1724 році він відсторонив від посади великого вазиря Асафа Джаху, який зрештою підняв у 1725 році заколот у Декані, створивши незалежну державу — нізам Хайдарабада.
Водночас поступово відбувався розпад імперії: маратхи заволоділи власне маратхів, Гуджарата, Мальви, Берар, у 1737 році здійснили похід на Делі; сикхи створили незалежну державу у Пенджабі; утворив велику державу зі столицею в Аджмері раджпут Анджит Сінґх; відокремилися намісники на Малабарському узбережжі, в Бенгалії та Біхарі. Водночас вони визнавали номінальну владу падишаха. Разом з тим стабілізувалася політична та економічна ситуація. Місцеві набоби, нізами та раджі продовжували згадивати ім'я падишаха в хутбі. В цей час відбувається розквіт торгівлі із компаніями з Голландії, Данії, Франції, Португалії, Великої Британії. Це, у свою чергу, дало новий імпульс до розвитку промисловості. До імперії надходять значні обсяги золота та срібла з американських колоній, з яких, зокрема, карбуються рупії.
Проте у 1738–1739 роках нищівного удару імперії було завдано Надир-шахом, який захопив Сінд, Кабул, Кашмір, Пенджаб. Вирішальна битва відбулася 13 лютого 1739 року при Карналі. Маючи чисельну перевагу армія мухаммад шаха зазнала нищівної поразки. Після цього без бою ворог захопив Делі й пограбував його (було вивезено коштовностей на 700 млн срібних рупій), зокрема Надір-шах вивіз Павиний трон та алмаз кохінур. За умовами мирного договору Мухаммад Шах поступався Надир-шаху Сіндом, Кандагаром, Кабулом, Белуджистаном.
Ця поразка справила негативний вплив на падишаха, який все більше приділяв увагу вину та опіуму. В останні роки фактично керував імперією його син та спадкоємець Ахмад-шах Бахадур, який у 1748 році зумів відбити атаку Ахмеда Абдалі. Зрештою від надмірного споживання усього цього Мухаммад Шах з'їхав з глузду й помер 26 квітня 1748 року.

## Культура
При цьому володарі відбулося серйозне культурне відродження. У Делі знову стали стікатися вчені, богослови і містики, музики, танцюристи і художники, поети, що складали вірші на урду. Пожвавилося інтелектуальне життя делійського суспільства. 
Він був великим шанувальником музики, поезії, мистецтва. При дворі падишаха творили художники Нідха Мал, Чітарман, Хунхар, Мухаммад Факірулла Хан, Мухаммад Афзал (відомий як Говардхан II), Мір Калан Хан, Акіл Хан, Фатх Чанд. Художники Мухаммад Шаха, орієнтуючись на його смаки, створили новий «єдиний стиль», який отримав назву «Делі калам» (Делійський пензель).
При дворі падишаха мешкали поети-музики Ніямат Хан й Фіроз Хан. Вібувається відродження форма виконання під музику суфійської поезії — каввалі.
За наказом Мухаммада шаха починається впровадження мови урду в державних інституціях. Її починають викладати разом з перською та Кораном в мектебах (школах начального типу), які набули системи та розвиток за час правління цього падишаха.